# Gary Valente
Gary Valente (Worcester, 26 juni 1953)  is een Amerikaanse trombonist in de modern creative jazz.

## Biografie
Valentes vader speelde ook trombone en studeerde aan New England Conservatory. Hij had les van Jaki Byard en maakte zijn eerste opnames. Hierna speelde hij veel met groepen in de hedendaagse bigband-jazz. 
Hij werkte tot 1996 bij Carla Bley en was met haar band ook betrokken bij Nick Masons album 'Fictitious Sports' (1981). In 1982 werkte hij in het Liberation Music Orchestra van Charlie Haden. Daarnaast speelde hij met Ed Schuller, George Russell, Joe Lovano, George Gruntz, Andy Sheppard, Lester Bowie, Gato Barbieri, Paquito D'Rivera, Jean-Marie Machado, Matt Manieri en de 'Jazz Warriors'. Hij leidde een band met saxofonist Bob Hanlon en vormde met zijn collega's Ray Anderson, Craig Harris en George Lewis het a-capella-spelende trombonekwartet 'Slideride'. Tevens had hij een groep met daarin onder andere Lew Soloff.
Valentes spel kenmerkt zich door een "extreem krachtige, trotse trombonetoon" (Sirus W. Pakzad). AllMusic noemt hem een "vigorous player" die je ook in de meest luidruchtige bigband kan horen.